# Route nationale 35 (Madagascar)
Pour les articles homonymes, voir Route nationale 35.
La route nationale 35 (N 35) est une route nationale s'étendant de Ambositra (précisément au sud, sur la RN7, à Ivato), jusqu'à Morondava à Madagascar.

## Description
La route N35 parcourt 456 kilomètres dans les régions de Menabe et de Amoron'i Mania.
Entre Morondava (capitale régionale du Menabe) et Malaimbandy, la route N35 a été entièrement rénovée en 2012. La rupture du pont sur la rivière Sakena, à l'Est de Malaimbandy, et donc le passage à gué de cette rivière, rend le trajet saisonnier. Il faut donc utiliser la RN 34 pour rejoindre la RN7 en toute saison. Le tronçon entre Ambatofinandrahana et Ivato (RN7) est asphalté.

## Parcours
D'est en ouest:
- Ivato - (croisement de la RN 7 entre Antsiranana et Tulear)
- Ambatofinandrahana
- Mandrosonoro
- Malaimbandy - (croisement de la RN 34 menant à  Miandrivazo et Antsirabe)
- Ankilizato - (croisement de la RN 9 menant à Tulear)
- Mahabo
- Morondava - (croisement de la RN 8 menant à  Belo-sur-Tsiribihina)